# Pot of Gold (Rainbow)
Pot of Gold è un album di raccolta del gruppo hard rock britannico Rainbow, pubblicato nel 2002.

## Tracce
1. Still I'm Sad
2. Stargazer
3. Kill the King
4. L.A. Connection
5. Rainbow Eyes
6. Since You Been Gone
7. Makin' Love
8. Danger Zone
9. Vielleicht das Nachste Mal (Maybe Next Time)
10. Eyes of Fire
11. Stone Cold
12. Fire Dance
13. Fool for the Night